# Chronologie de l'Espagne

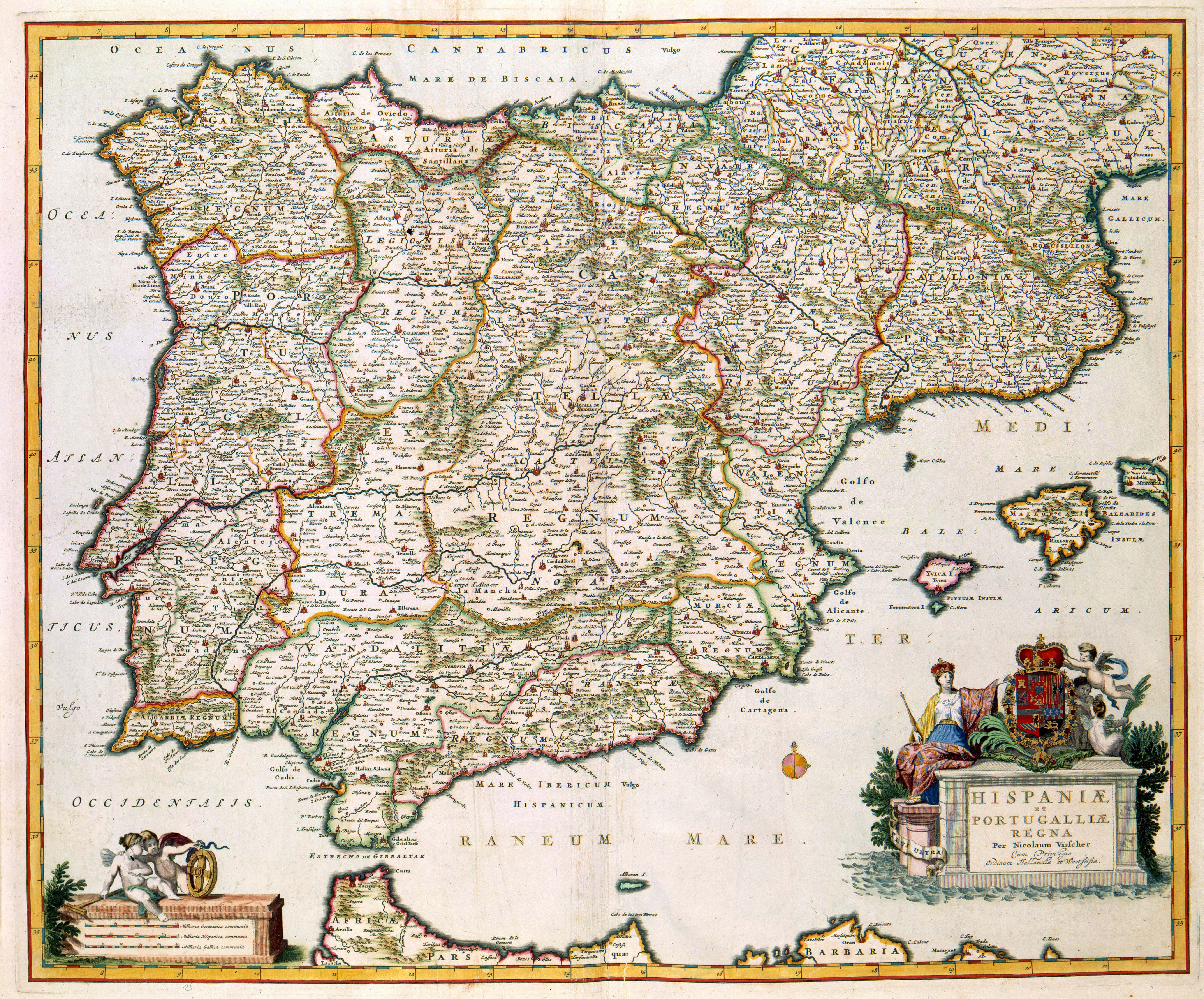
Carte de l'Espagne et du Portugal publiée par dans les années 1680.

## Préhistoire
- -1 000 000 : arrivée des premiers hominidés (Homo erectus) dans la Péninsule Ibérique.
- -800 000/-1 200 000 : Homo antecessor, l'homme le plus ancien d'Europe sur le site de la Gran Dolina à Atapuerca (Burgos).
- -15 500/-13 500 : grotte d'Altamira.

## Antiquité
- -2 900/-580 : premiers tumuli ou Mamoas en Galice. Les Phocéens de Marseille s'implantent à Emporion (Ampurias)
- -1200 : civilisation des champs d'urnes. Origine mythique de Tartessos.
- -1100 : les Phéniciens fondent Gadès (aujourd'hui Cadix). Entrée de groupes indo-Européens dans la Péninsule.
- -1000 : début de l'Âge du fer dans la Péninsule.
- -800 : entrée de groupes celtes dans la Péninsule en provenance de la vallée du Rhône. Ils s'installent dans la partie septentrionale.
- -700 : civilisation du fer dans la Meseta (Las Cogotas)
- VIIe siècle av. J.-C.: les Grecs s'implantent à Tartessos
- -630 : Arganthonios, roi de Tartessos. Voyage de Colaios de Samos au-delà des Colonnes d'Hercule décrit par Hérodote. Nouvelle vague celtique vers la Meseta.
- -300 : fondation de la ville celtibère de Numance.
- -236 : Hamilcar Barca déplace vers le sud de la Péninsule la base des opérations militaires carthaginoises.
- -226 : traité de l'Èbre entre Romains et Carthaginois.
- -225 : fondation de Carthago Nova (Carthagène), capitale de l'empire barcide en occident.
- -219 : résistance et chute de Sagonte, alliée de Rome, assiégée par Hannibal Barca. Début de la  deuxième guerre punique.
- -197 : conquête de Cadix, dernier bastion carthaginois dans la péninsule et victoire romaine de Ilipa. L'Hispanie demeure sous le contrôle de Rome et est divisée en Hispanie ultérieure et Hispanie citérieure.
- -155 : début de la guerre lusitano-romaine dans laquelle Viriato s'impose comme le chef des peuples indigènes jusqu'à son assassinat en -139.
- -137 : le proconsul romain Decimus Iunius Brutus mène des campagnes victorieuses en Ibérie, au sud de l'actuel Portugal, avant de se diriger plus au nord. 60 000 combattants de la tribu des Gallaeci sont défaits par les légions romaines à la bataille du Douro. Brutus reçoit le nom de Gallaicus[1].
- -133 : prise et destruction de Numance par Scipion Émilien. L'occupation romaine continue à travers la vallée de l'Èbre et la Meseta.
- -83 : guerres sertoriennes en Hispanie.
- -72 : Marcus Perperna se rallie à Pompée et assassine Sertorius à Osca (Huesca). Fin des guerres sertoriennes.
- -61 : Jules César commande une seconde invasion en Galice, en débarquant à Brigantium (La Corogne). Les Galiciens deviennent la plus importante force auxiliaire des légions romaines.
- -49 : César vainc les partisans de Pompée à Ilerda et définitivement à Munda en -45.
- -29 : guerres contre les Cantabres et les Asturiens (-29/-19). Rome domine la totalité de l'espace ibérique.
- 13 : nouvelle division de l'Ibérie et naissance de la Lusitanie, de la Bétique et de la Tarraconaise.
- 65 : le bétique Sénèque et son neveu Lucain meurent à Rome par ordre de Néron.
- 74 : l'empereur Vespasien concède la citoyenneté romaine aux Hispaniques.
- 98 : le bétique Trajan est nommé empereur de Rome.
- 117 : le bétique Hadrien succède à son père adoptif Trajan.
- 166 : la peste ravage l'Hispanie alors que des bandes d'Afrique du nord attaquent les villes du sud de la Péninsule.
- 258 : des Francs et des Alamans envahissent la Péninsule, ils y restent 10 ans.
- 286 : nouvelle division de l'Hispanie en Gallécie, Tarraconaise, Carthaginoise, Bétique et Lusitanie.
- 306 : concile d'Elvire (aujourd'hui Grenade), premier synode de l'Église hispanique.
- 379 : Théodose Ier, originaire de Gallécie, est nommé empereur romain et byzantin, le dernier à régner sur un empire réunifié.
- 380 : le concile de Caesaraugusta (Saragosse) se prononce contre le priscillianisme, reconnu comme hérésie en 384, au concile de Bordeaux.
- 409 : des peuplades germaniques (Suèves, Wisigoths et Vandales) arrivent en Hispanie.
- 411 : création du royaume suève en Gallécie.
- 416: les Wisigoths et leur roi Wallia poursuivent l'invasion, à la solde de Rome pour combattre d'autres Barbares.
- 429 : les Vandales quittent l'Hispanie.
- 441 : Rechila, roi suève, conquiert Séville pendant que les Bagaudes ravagent la vallée de l'Èbre.
- 456 : bataille de la rivière Órbigo, défaite des Suèves près d'Astorga face aux Wisigoths.
- 475 : Euric rompt le fœdus avec l'Empire romain et débute l'occupation wisigothe de la Péninsule.
- 476 : fin de l'Empire romain d'Occident.

## Moyen Âge

### Royaumes wisigoths
- 506 : bréviaire d'Alaric, recueil de droit romain promulgué par le roi wisigoth Alaric II, en 506. Cette dénomination n'apparaît qu'au XVIe siècle pour remplacer la lex romana wisigothorum. Il s'agit principalement d'une compilation et d'une interprétation du Code de Théodose (438), destinée aux sujets gallo-romains et romano-hispaniques des Wisigoths.
- 507 : défaite wisigothe à Vouillé et mort d'Alaric II sur le champ de bataille.
- 522 : l'empereur byzantin Justinien envoie des forces militaires en Hispanie en appui d'Athanagild ; formation de la province byzantine de Spania, au sud de la péninsule.
- 542 : grande épidémie de peste bubonique, aux effets catastrophiques dans la Tarraconaise.
- 575 : Léovigild frappe les premières monnaies en or (tremis), symbole de la souveraineté royale.
- 575 : rébellion de Herménégild avec son père Léovigild, elle durera jusqu'en 585.
- 585 : fin du Royaume suève.
- 589 : IIIe concile de Tolède. Le catholicisme devient la religion officielle du royaume wisigoth, anciennement disciples de l'arianisme. Les conciles deviennent les piliers de l'organisation politique.
- 589 : Sisebuth ordonne la conversion des Juifs au christianisme.
- 620 : Isidore de Séville dédicace à Sisebuth ses Étymologies.
- 625 : expulsion des derniers Romains.
- 654 : Receswinthe promulgue le Liber Iudiciorum.
- 679 : débarquement avorté des musulmans en Hispanie.

### Occupation maure etReconquista
- 711 : luttes intestines entre Rodéric et le clan de Wittiza. Campagne du roi contre les Vascons. Conquête de l'Espagne wisigothique par l'armée maure de Tariq ibn Ziyad venue aider Witiza.
- 718 : victoire de Pélage sur des troupes musulmanes à Covadonga. Début de la Reconquista.
- 730 : naissance de Beatus de Liébana, auteur des Commentaires de l'Apocalypse.
- 745 : grande famine dans la Péninsule. Rébellion des Berbères dans la Péninsule Ibérique contre le pouvoir arabe, ce qui permet aux chrétiens du nord de reconquérir la Galice. Mise en place du désert du Douro, stratégie d'Alphonse Ier des Asturies pour pallier une insuffisance d'hommes et freiner l'expansion maure vers le nord.
- 754 : Alphonse Ier des Asturies reconquiert León.
- 755 : Abd al-Rahman Ier, dernier survivant des Omeyyades, débarque dans la péninsule afin de revendiquer ses droits.
- 757 : Abd al-Rahman Ier s'empare du pouvoir en Al-Andalus, il se proclame émir.
- 778 : bataille de Roncevaux entre l'armée de Charlemagne, venue prendre en vain Saragosse, et les Vascons.
- 785 : les carolingiens occupent Gérone.
- 807 : la découverte de la tombe de l'apôtre saint Jacques à Compostelle commence à se diffuser dans le monde.
- 810 : les clans vascons se réunissent après avoir élu pour chef Eneko Arista: début du royaume de Pampelune.
- 844 : attaques normandes contre Gijón, Lisbonne, Cadix...
- 880 : le chrétien converti à l'islam Omar Ben Hafsun entre en rébellion.
- 917 : victoire des armées de la Navarre et du Léon à San Esteban de Gormaz. Repeuplement des terres du Douro.
- 929 : Abd al-Rahman III se proclame Calife de Cordoue.
- 939 : défaite d'Abd al-Rahman III à Simancas.
- 979 : Ibn `Âmir Al-Mansûr dit Almanzor, premier ministre du califat de Cordoue, s'empare du pouvoir.
- 1000 : Sanche III de Navarre, dit le Grand, roi d'Aragon et roi de Navarre et comte de Castille à partir de 1029.
- 1002 : mort d'Almanzor à la suite des blessures reçues lors de sa défaite à la bataille de Calatañazor.
- 1008 : guerre civile entre musulmans.
- 1012 : décomposition totale du Califat de Cordoue. Naissance des Taïfas.
- 1037 : première union des royaumes de Galice, de Léon et de Castille sous Ferdinand Ier le Grand.
- 1072 : seconde union des royaumes de Galice, de Léon et de Castille sous Alphonse VI le Vaillant.
- 1085 : Alphonse VI conquiert Tolède, l'ancienne capitale des Wisigoths.
- 1086 : les Almoravides viennent aider les musulmans d'Al-Andalus.
- 1118 : Alphonse Ier d'Aragon et de Navarre conquiert Saragosse.
- 1139 : Alphonse Henriques se proclame Alphonse Ier de Portugal.
- 1140 : traité de Carrión entre Alphonse VII de Castille, roi de Galice, de Léon et de Castille, et Raimond-Bérenger IV de Barcelone pour le partage du royaume de Navarre.
- 1151 : traité de Tudilén entre Alphonse VII et Raimond-Bérenger IV de Barcelone pour le partage des zones d'influence et la conquête du sud et du levant.
- 1160 : Encyclopédie générale de médecine d'Averroès.
- 1171 : le calife almohade Abu Yaqub Yusuf débarque en Espagne et s'installe à Séville.
- 1179 : traité de Cazola entre Alphonse II d'Aragon et Alphonse VIII de Castille pour le partage des futurs territoires conquis sur les musulmans au sud de la Péninsule Ibérique.
- 1188 : convocation à León d'une curie royale extraordinaire où sont représentés les délégués des villes, c'est l'origine des Cortès.
- 1195 : défaite d'Alphonse VIII de Castille à Alarcos par l'armée almohade.
- 1212 : victoire des armées chrétiennes contre l'armée musulmane à la bataille de Las Navas de Tolosa.
- 1213 : mort de Pierre II d'Aragon à la bataille de Muret, face à l'armée de Simon IV de Montfort. Fin des prétentions de la couronne d'Aragon sur les terres au nord des Pyrénées.
- 1230 : Ferdinand III de Castille réunit les couronnes de Castille et du Léon.
- 1236 : Ferdinand III conquiert Cordoue, l'ancienne capitale omeyyade.
- 1248 : prise de Séville par les Castillans. Les musulmans ne gardent que Grenade.
- 1282 : Pierre III d'Aragon devient roi de Sicile après les Vêpres siciliennes.
- 1304 : sentence arbitrale de Torrellas signée entre Jacques II d'Aragon et Ferdinand IV de Castille pour le partage du royaume de Murcie.
- 1305 : traité d'Elche modifiant la Sentence de Torrellas (remise de la ville de Carthagène à la Castille).
- 1340 : victoire des chrétiens sur les Maures à la bataille du Salado. Contrôle chrétien du détroit de Gibraltar.
- 1348 : peste noire.
- 1349 : prise d'Algésiras.
- 1350 : mort d'Alphonse XI de Castille. Règne de Pierre Ier le Cruel. Guerre civile entre Pierre Ier et son beau-frère Henri de Trastamare. Pierre Ier s'allie aux Anglais tandis qu'Henri de Trastamare est appuyé par les Français.
- 1358 : Charles le Mauvais est nommé Gouverneur de Paris par les partisans d'Étienne Marcel en lutte contre le dauphin, futur Charles V le Sage.
- 1360 : Henri de Trastamare prend Nájera mais subit une lourde défaite devant l'armée envoyée par son beau-frère.
- 1361 : paix de Terrer dans la guerre des deux Pierre (Pierre Ier de Castille contre Pierre IV d'Aragon).
- 1367 : deuxième défaite de l'armée d'Henri de Trastamare à Nájera malgré l'appui des troupes françaises de Bertrand Du Guesclin. L'armée d'Henri de Trastamare assiège Tolède.
- 1369 : défaite de Pierre Ier à la bataille de Montiel et assassinat de Pierre le Cruel. Nouvelle dynastie d'Henri II de Castille : les Trastamare.
- 1372 : la flotte castillane détruit la flotte anglaise face au port de La Rochelle.
- 1381 : grande peste. Crise économique.
- 1390 : mort de Jean Ier de Castille, minorité d'Henri III, anarchie dans le royaume.
- 1391 : pogroms antijuif en Castille et Aragon.
- 1406 : mort prématurée d'Henri III, minorité de Jean II de Castille, régence de son oncle Ferdinand, futur roi d'Aragon. À sa majorité, Jean II laissa le pouvoir à son favori Alvaro de Luna.
- 1419 : la flotte castillane détruit la flotte anglo-hanséatique face au port de La Rochelle.
- 1443 : Naples tombe aux mains des troupes d'Alphonse V d'Aragon.
- 1454 : règne d'Henri IV de Castille, rébellion de la noblesse.
- 1469 :	Mariage de Isabelle Ire de Castille et de Ferdinand II d'Aragon. Naissance de l'Espagne de facto.
- 1474 : Isabelle reine de Castille.
- 1476 : défaite des Portugais et des partisans de Jeanne La Beltraneja, à Toro. Fin de la guerre civile en Castille.
- 1479 : traité d’Alcáçovas entre le Portugal et la Castille, qui entérine la domination portugaise sur les côtes africaines et les îles Atlantiques, à l'exception des Canaries.
- 1492 : conquête de Grenade, fin de la reconquête. Découverte du Nouveau Monde par Christophe Colomb. Expulsion des juifs hispaniques.

## Époque moderne
- 1494 : le traité, signé à Tordesillas (Valladolid) en Castille le 7 juin 1494, établit le partage du Nouveau Monde entre les deux puissances coloniales émergentes, l'Espagne et le Portugal, avec pour ligne de partage un méridien nord-sud localisé à 370 lieues (1770 km) à l'ouest des îles du Cap-Vert.
- 1497 : conquête de Melilla.
- 1503 : Gonzalve de Cordoue assure la prépondérance castillane sur Naples, victoire à Cérignole, en Italie. Annexion du royaume de Naples à celui de Sicile.
- 1504 : trêve de Blois, Louis XII abandonne le royaume de Naples à Ferdinand d'Aragon.
- 1505 : conquête de Mazalquivir.
- 1506 : mort du roi Philippe I d'Espagne. Régence de Ferdinand le Catholique.
- 1507 : Charles de Gand (futur Charles Quint) devient duc de Bourgogne et comte de Flandre.
- 1509 : conquête d'Oran par les troupes castillanes.
- 1510 : conquête de Béjaïa.
- 1511 : sermon du dominicain Antonio de Montesinos en défense des Indiens. Conquête de Tripoli.
- 1512 : promulgation des Lois de Burgos, premier code législatif concernant les Indiens. La Navarre devient possession de la Castille.
- 1513 : l'explorateur espagnol Juan Ponce de León, prend possession de la Floride au nom de la Castille. Les Français, battus à Novare, quittent le Milanais. Amendements aux Lois de Burgos. Vasco Nuñez de Balboa découvre l'océan Pacifique. Fin de la quatrième guerre d'Italie, par la réconciliation de Louis XII et du pape Léon X.
- 1514 : un brevet du roi (real cédula) autorise les mariages inter-ethniques. Juan de Aroya s'adressant au cacique Catarapa, lit pour la première fois le texte du Requerimiento qui force les Indiens à se soumettre aux Européens.
- 1515 : proclamation de la majorité de Charles (futur Charles Quint), il a 15 ans. Victoire de François Ier à Marignan, il occupe le Milanais.
- 1516 : Ferdinand le Catholique nomme son petit-fils Charles de Gand, futur Charles Quint, héritier de ses possessions, le cardinal Cisneros est nommé régent jusqu’à l'arrivée de Charles. Juan Diaz de Solis prend possession des côtes de l'Uruguay au nom de Charles Ier d'Espagne (futur Charles Quint). Charles Ier d'Espagne est élu Empereur du Sacré Empire Romain, il devient Charles Quint. La nouvelle est mal perçue en Castille car Charles pense s'appuyer sur les richesses du royaume afin de pourvoir à ses frais pour l'élection à l'Empire. Paix de Noyon.
- 1516 :	Naissance de l'Espagne de jure.
- 1520 : avec le départ de Charles débutent les rébellions de la guerre des communautés de Castille et des Germanias.
- 1521 : défaite des Comuneros à Villalar et des Français ayant profité de l'insurrection pour envahir la Navarre.
- 1521 : conquête de l'Empire aztèque par Hernan Cortés. Début de la sixième guerre d'Italie.
- 1525 : défaite française à Pavie. François Ier est capturé.
- 1526 : traité de Madrid.
- 1527 : début de la septième guerre d'Italie.
- 1529 : paix de Cambrai, dite paix des Dames.
- 1535 : Francisco Pizarro capture l'empereur inca Atahualpa à Cajamarca, Pérou. Conquête de Tunis.
- 1536 : début de la huitième guerre d'Italie. Officialisation de l'alliance franco-ottomane.
- 1537 : paix de Nice : fin de la huitième guerre d'Italie.
- 1538 : entrevue d'Aigues-Mortes
- 1542 : début de la neuvième guerre d'Italie.
- 1543 : campagne navale franco-ottomane contre Nice.
- 1544 : trêve de Crépy-en-Laonnois.
- 1547 : victoire de Muehlberg.
- 1552 : traité de Chambord. Début de la dixième guerre d'Italie.
- 1555 : Charles Quint abdique au profit de son fils Philippe II.
- 1556 : Trêve de Vaucelles.
- 1557 : début de la onzième et dernière guerre d'Italie. Défaite française à Saint-Quentin.
- 1558 : mort de Charles Quint.
- 1559 : traités du Cateau-Cambrésis.
- 1560 : Madrid, capitale de Philippe II.
- 1571 : victoire de Lépante sur la flotte turque.
- 1581 : le Portugal ainsi que ses possessions sont intégrés dans l'empire espagnol.
- 1588 : désastre de l'Invincible Armada.
- 1598 : mort de Philippe II et règne de Philippe III.
- 1601 : Valladolid capitale d'Espagne.
- 1609 : expulsion d'Espagne des descendants maures convertis, les morisques.
- 1618 : début de la Guerre de Trente Ans.
- 1620 : victoire à la Montagne Blanche près de Prague. l'Espagne contrôle la politique européenne.
- 1621 : mort de Philippe III et règne de Philippe IV.
- 1625 : prise de Breda par les troupes espagnoles.
- 1626 : l'Union des Armes, décidée par Philippe IV d'Espagne.
- 1634 : victoire espagnole de Nördlingen : fin à l'hégémonie suédoise en Allemagne.
- 1640 : soulèvement de la Catalogne. Soulèvement  et indépendance du Portugal.
- 1643 : défaite de Rocroi.
- 1648 : traités de Westphalie, fin de la Guerre de Trente Ans.
- 1665 : mort de Philippe IV et début de la régence de Marie-Anne d'Autriche.
- 1659 : traité des Pyrénées, entre la France et l'Espagne.
- 1675 : règne de Charles II.
- 1700 : mort de Charles II, dernier monarque de la dynastie des Habsbourgs, dans son testament il désigne Philippe d'Anjou (futur Philippe V) comme son héritier.
- 1701 : guerre de succession au trône d'Espagne jusqu'en 1714.
- 1704 : l'Angleterre occupe Gibraltar.
- 1714 : paix d'Utrecht.
- 1724 : bref règne de Louis Ier d'Espagne. À sa mort, son père Philippe V revient au pouvoir.
- 1734 : premier Pacte de famille avec la France des Bourbons.
- 1746 : règne de Ferdinand VI.
- 1750 : traité de Madrid qui définit les frontières entre les empires coloniaux espagnol et portugais.
- 1759 : règne de Charles III.
- 1763 : deuxième Pacte de famille.
- 1766 : soulèvement contre les réformes du ministre Esquilache.
- 1783 : récupération de Minorque et de la Floride.

## Époque contemporaine
- 1790 : rupture du Pacte de famille.
- 1792 : Godoy nommé président du Conseil d'État.
- 1796 : alliance avec le Directoire.
- 1801 : invasion du Portugal par l'Espagne.
- 1808 : renversement du régime monarchique des Bourbons par Napoléon. Début d'une guerre de guérilla entre le peuple espagnol et les Français. Défaite française à Bailen.
- 1810 : première réunion des Cortes générales et Extraordinaires dans l'île de Léon. Début des mouvements d'émancipation en Amérique.
- 1811 : les Cortes se déplacent à Cadix. Envoi de troupes en Amérique.
- 1813 : José I Bonaparte est expulsé d'Espagne par le peuple espagnol. Napoléon renonce au trône espagnol.
- 1814 : retour des Bourbons en Espagne.
- 1815 : départ d'un corps expéditionnaire (Général Pablo Morillo) en Amérique pour tenter de freiner le mouvement d'indépendance.
- 1820 : pronunciamiento de Rafael del Riego contre la politique absolutiste de Ferdinand VII, la constitution de 1812 est acceptée par le roi qui l'avait abolie. Riego avait été nommé à la tête d'une armée qui était sur le point de retourner reconquérir les territoires soulevés d'Amérique.
- 1823 : les Cent Mille Fils de Saint-Louis mettent fin à la période constitutionnelle du régime de Ferdinand VII.
- 1833 : mort de Ferdinand VII. Première guerre carliste. Guerre civile (1833/1840) pour le trône entre les partisans d'Isabelle II d'Espagne, fille de Ferdinand VII, et Don Carlos, oncle d'Isabelle II. Régence de Marie-Cristine jusqu'en 1840.
- 1836 : désamortissement religieux, loi de Mendizabal.
- 1837 : constitution progressiste.
- 1840 : un soulèvement progressiste mène le général Espartero au pouvoir.
- 1841 : Espartero est nommé Régent. Soulèvement de O'Donnell.
- 1843 : pronunciamento réussi de Prim et Narvaez (coalition de modérés et progressistes) contre Espartero. Isabelle II atteint la majorité.
- 1844 : création de La Garde civile.
- 1845 : constitution de 1845.
- 1846 : Deuxième Guerre carliste (1846/1849).
- 1851 : Concordat de 1851.
- 1854 : Pronunciamento réussi des généraux O'Donnell et Dulce à Vicálvaro, alliance entre modérés et progressistes (Biennat progressiste).
- 1855 : désarmortissement civil, loi de Madoz.
- 1856 : chute d'Espartero. Fin du "Bienio progresista"
- 1858 : occupation de Fernando Poo.
- 1859 : premières opérations militaires au Maroc.
- 1861 : expédition du Mexique.
- 1862 : l'Espagne se retire du Mexique.
- 1864 : guerre du Pacifique avec le Pérou puis le Chili.
- 1865 : perte définitive de Saint-Domingue.
- 1868 : début de la Guerre de 10 ans à Cuba. Révolution qui expulse Isabelle II d'Espagne.
- 1870 : Amédée Ier d'Espagne.
- 1872 : troisième guerre carliste (1872/1876).
- 1873 : proclamation de la Première République. Répression des mouvements cantonalistes.
- 1874 : coup d'État du général Pavia qui met fin à la brève Première République. Opération militaires en Guinée. Pronunciamiento du Général Martinez Campos en faveur du prince Alphonse, futur Alphonse XII, fils d'Isabelle II.
- 1876 : constitution espagnole de 1876.
- 1878 : paix du Zanjón mettant fin à la guerre des Dix Ans à Cuba.
- 1879 : fondation dans la clandestinité du P.S.O.E.
- 1881 : début du turno politique.
- 1883 : pronunciamentos républicains.
- 1885 : mort d'Alphonse XII et régence de Marie Christine. Conflit avec l'Allemagne sur les Îles Carolines.
- 1888 : fondation de l'Union Générale des Travailleurs (UGT)
- 1890 : loi sur le suffrage universel (hommes de plus de 25 ans)
- 1893 : guerre de Mellila (Maroc)
- 1895 : guerre de Cuba.
- 1896 : insurrection aux Philippines.
- 1897 : Assassinat d'Antonio Cánovas del Castillo, chef du gouvernement et artisan du régime de la Restauration.
- 1898 : incident du Maine. Désastre de Cavite (Philippines) et de Santiago (Cuba). Traité de Paris et perte de Cuba, Puerto Rico et Philippines.
- 1899 : vente des Îles Carolines à l'Allemagne.
- 1902 : traité sur le Maroc. Début du règne d'Alphonse XIII.
- 1906 : conférence d'Algésiras, divisant le Maroc en zones d'influence.
- 1909 : Semaine tragique à Barcelone, soulèvement populaire gravement réprimé. Guerre au Maroc.
- 1910 : fondation de la CNT.
- 1912 : l'Espagne reçoit mandat pour la zone du Rif.
- 1917 : la grève révolutionnaire échoue.
- 1920 : fondation de la Légion étrangère.
- 1921 : désastre d'Anoual.
- 1923 : coup d'État du général Primo de Rivera. Alphonse XIII reste roi d'Espagne.
- 1925 : victoire d'Alhucemas sur les rebelles marocains, Franco y joue un grand rôle.
- 1927 : fondation de la FAI.
- 1928 : création de l'Académie générale militaire présidée par Franco jusqu'à sa dissolution.
- 1930 : Primo de Rivera abandonne le pouvoir. Tentative de coup d'État républicain à Jaca.
- 1931 : victoire des républicains aux élections municipales. Proclamation de la Seconde République espagnole. Suppression de l'Académie générale militaire de Saragosse. Droit de voter pour les femmes grâce à Clara Campoamor.
- 1932 : la Sanjurjada, pronunciamento du général Sanjurjo, échoue. Statut d'autonomie de la Catalogne.
- 1933 : victoire de la droite (CEDA) aux élections générales.
- 1934 : commune révolutionnaire aux Asturies. Franco assesseur du ministre de la Guerre, organise la répression de la révolution asturienne.
- 1935 : Franco chef de l'état-major général. Rétablissement de l'Académie Militaire.
- 1936 (16 février) : victoire du Front populaire aux élections législatives.
- 1936 (17 juillet) : coup d'État militaire début de la guerre d'Espagne.
- 1936 (24 juillet) : création à Burgos de la Junte de Défense Nationale, présidée par le général Cabanellas, contrôlée par le général Mola.
- 1936 (10 octobre) : élu quelques jours auparavant comme Généralissime, Franco est proclamé à Burgos chef du gouvernement de l'Espagne soulevée.
- 1936 (7 novembre) : début de la bataille de Madrid.
- 1937 : Franco devient le chef du parti unique.
- 1937 : (26 avril) : bombardement de Guernica par la Légion Condor.
- 1937 : (19 juin) : les troupes nationales rentrent dans Bilbao.
- 1937 : (5 juillet) : Offensive républicaine à Brunete.
- 1937 : (14-26 août) : Occupation de Santander par les troupes nationales.
- 1937 : (24 août-3 septembre) attaque républicaine à Belchite.
- 1937 : (1er septembre-21 octobre) : fin de la campagne des Asturies.
- 1937 : (31 octobre) : le gouvernement républicain se déplace à Barcelone.
- 1938 : bataille de l'Èbre. Départ des Brigades internationales.
- 1939 : prise de Barcelone. (1er avril) : fin officielle des combats.
- 1946 : condamnation de l'ONU qui exclut l'Espagne franquiste de toutes les organisations internationales.
- 1948 : fin des actions de guerilla en Espagne[réf. nécessaire]. Réouverture de la frontière franco-espagnole. Franco rencontre Don Juan de Bourbon afin de prévoir l'éducation en Espagne de Juan Carlos.
- 1950 : les États-Unis se rapprochent de l'Espagne.
- 1953 : Franco obtient deux succès diplomatiques : concordat avec le Vatican et accords bilatéraux avec les États-Unis.
- 1955 : l'Espagne est admise à l'ONU.
- 1956 : février glacial en Espagne, perte des récoltes et crise économique, inflation forte, grave crise dans les universités, grèves nombreuses.
- 1957 : Franco choisit 12 nouveaux ministres qui inaugurent une nouvelle politique économique.
- 1959 : apparition de l'ETA (Euskadi ta Askatasuna)
- 1966 : création des commissions ouvrières.
- 1968 : premier assassinat perpétré par l'ETA.
- 1969 (22 juillet) : Juan Carlos est proclamé prince d'Espagne.
- 1972 : nombreux attentats de l'ETA.
- 1973 : Carrero Blanco président du gouvernement est assassiné par l'ETA.
- 1974 (12 février) : le chef du gouvernement Arias Navarro promet un politique plus libérale connue comme l'esprit du 12 février.
- 1974 (2 mars) : exécution de Puig Antic.
- 1974 (9 juillet) : Franco gravement malade, le Prince Don Juan Carlos le remplace provisoirement.
- 1974 (30 juillet) : diverses forces d'opposition au franquiste créent à Paris la junte démocratique.
- 1974 (août) : constitution de l'Union militaire démocratique au sein de l'armée.
- 1974 (1er septembre) : Franco s'est rétabli.
- 1974 (septembre) : les socialistes, les démocrates-chrétiens et les sociaux-démocrates créent la Plateforme Unitaire.
- 1974 (octobre) : le XIIIe congrès du PSOE élit Felipe Gonzalez comme secrétaire général.
- 1974 (décembre) : nouvelle vague de grèves dans une grande partie du pays.
- 1975 (janvier) : arrestations des membres de la junte démocratique.
- 1975 (mars et juillet) : nombreux attentats du FRAP.
- 1975 (26 août) : le gouvernement approuve une nouvelle loi anti-terroriste plus dure. Exécution de cinq militants de la lutte armée de l'ETA et du FRAP.
- 1975 (27 septembre) : les membres de la junte et de la plateforme s'engagent à unir leurs forces.
- 1975 (13 octobre) : l'état de santé de Franco s'aggrave alors que Hassan II organise la marche verte sur le Sahara espagnol.
- 1975 (20 novembre) : mort de Franco.
- 1975 (22 novembre) : Juan Carlos est proclamé roi d'Espagne.
- 1975 (15 décembre) : Juan Carlos confirme à son poste, Carlos Arias Navarro, le dernier président du conseil (premier ministre) de Franco.
- 1976 ; apparaissent au début de l'année les deux premières organisations politiques  : la Plateforme de coordination démocratique représentant la démocratie-chrétienne et les socialistes d'une part, d'autre part la Junta Democratique dirigé par le Parti communiste d'Espagne (PCE).
- 1976 (3 mars) : cinq ouvriers sont tués et une centaine de personnes blessées lors de graves affrontements à Vitoria (Pays basque, Euskadi) entre la Police (surnommée los grises -"les gris"- de la couleur de leur uniforme) et les participants à une réunion ouvrière. De cet évènement va naître la Coordination Démocratique ou "Platajunta", union de d'une Plataforma de Coordinación Democrática et de la Junta Democrática.
- 1976 (9 mai) : deux militants Carlistes (monarchistes d'une branche dissidente) sont tués à Montejurra (Navarre) par des radicaux issus de la même formation. Tous ces incidents provoquent une prise de conscience au niveau du pouvoir et dès mai 1976, deux lois reconnaissant le droit de réunion et d'association sont approuvées par les Cortès.
- 1976 (1er juillet) : Arias Navarro, en désaccord avec la ligne politique réformiste que veut suivre le Roi, est contraint à la démission.
- 1976 (3 juillet) : Adolfo Suarez, homme de confiance de Juan Carlos Ier et de la ligne « aperturiste » qui représentait le parti unique au sein du gouvernement d'Arias-Navarro, est ainsi nommé au poste de président du gouvernement.
- 1976 (juillet)  : les partis politiques sont légalisés à l'exception de ceux qui prônent un état totalitaire et à la fin du mois, le 31 juillet 1976 l'amnistie générale est déclarée pour tous les prisonniers politiques ou de conscience (à l'exception des condamnés pour acte terroriste).
- 1976 (5 décembre 1976) le PSOE organise la première assemblée libre d'un parti de gauche en Espagne depuis la fin de la IIe République, 37 ans avant.
- 1976 (16 novembre) : il fait approuver par les Cortès franquistes leur propre dissolution (exigence formulée par Franco lui-même) avec la loi de réforme politique (le « hara-kiri » des Cortes franquistes), validé le 15 décembre par référendum.
- 1976 (23 décembre) : Santiago Carrillo, Secrétaire général du PCE, est arrêté provoquant une semaine après la dissolution du Tribunal de l'Ordre Public, organe de répression du système franquiste.
- 1977 : le début de l'année est marqué par des graves attentats terroristes qui mettent en péril les réformes acquises.
- 1977 (24 janvier) : un commando néofasciste assassine 5 avocats et en blesse grièvement 4 (Massacre de Atocha).
- 1977 (30 mars) : la liberté syndicale est légalisée.
- 1977 (1er avril) : le Movimiento Nacional (l'ancien parti unique) dirigé par Suarez accepte sa dissolution, acté par décret. Par le même décret, la censure est abrogée.
- 1977 : (28 avril) : durant la semaine sainte, le Parti communiste d'Espagne (PCE) est légalisé, ce qui permettra le retour au pays de nombreux anciens exilés républicains dont d'autres dirigeants historiques du communisme espagnol comme Dolores Ibárruri "La Pasionaria". La monarchie parlementaire et ses symboles sont acceptés par le PCE. Les centrales syndicales sont légalisées (Union Générale des Travailleurs UGT, socialiste et les CCOO, commissions ouvrières, communistes, deviendront les plus importantes à niveau national)
- 1977 (mai) : le président Adolfo Suarez créait sa propre formation politique, L'Union du centre démocratique (UCD).
- 1977 (15 juin) : après 41 ans d'abstinence les espagnols peuvent à nouveau choisir leurs représentants politiques. Victoire de L'UCD (centre-droit) aux élections municipales.
- 1977 (23 octobre) : le gouvernement rétablit les autonomies régionales.
- 1978 : nouvelle constitution espagnole.
- 1981 (29 janvier) : Adolfo Suarez affaibli sur le plan politique au sein de son propre gouvernement présente sa démission.
- 1981 (23 février) coup d'État avorté du colonel Tejero.
- 1981 (25 février) : le successeur au sein de l'UCD de Adolfo Suarez est Leopoldo Calvo Sotelo, qui est investi deuxième président du gouvernement de la démocratie espagnole.
- 1981 (avril) : le divorce est légalisé malgré l'opposition de la hiérarchie de l'Église catholique.
- 1982 (28 octobre) : victoire du PSOE aux élections.
- 1986 (1er janvier) : entrée dans la CEE.
- 1986 (12 mars) : référendum sur l'entrée de l'Espagne dans l'OTAN, 52,2 % de résultats favorables.
- 1986 (22 juin) : le PSOE gagne les élections générales, 52 % des sièges au Congrès des Députés.
- 1991 (12 janvier) : Alfonso Guerra démissionne de son poste de vice-président du gouvernement.
- 1991 (16 avril) : loi de sécurité citoyenne, très polémique car la police peut effectuer des perquisitions sans mandat judiciaire. La loi est approuvée le 14 novembre.
- 1992 (25 juillet) : 25e Jeux olympiques de Barcelone.
- 1993 (1er avril) : mort de Don Juan de Bourbon, père de Juan Carlos I.
- 1994 (12 juin) : le PP (Partido Popular) gagne clairement les élections européennes.
- 1995 (28 mai) : le PP obtient un important triomphe aux élections municipales et régionales.
- 1996 : (3 mai) : après 13 ans de pouvoir socialiste, le PP accède au gouvernement après son succès aux élections générales du 3 mars.
- 2000 (12 mars) : Le PP remporte une victoire aux élections législatives, il obtient 183 sièges sur 350 au Congrès des députés, ainsi que la majorité absolue au Sénat.
- 2002 (19 novembre) : marée noire du Prestige.
- 2003 (17 mars) : le tribunal suprême prononce la dissolution de Batasuna, inscription de la part des États-Unis et de l'Union Européenne de cette organisation sur leurs listes des organisations terroristes.
- 2004 (11 mars) : Attentats de Madrid : 191 morts et de très nombreux blessés.
- 2004 (14 mars) : Sévère défaite du PP aux élections. Le PSOE enregistre son meilleur score depuis 1989 avec 42,6 % des voix.
- 2008 (9 mars) : le Parti socialiste espagnol remporte les élections avec 43,84 % des voix, soit 169 députés (5 de plus qu'en 2004)